# Bánh gạo

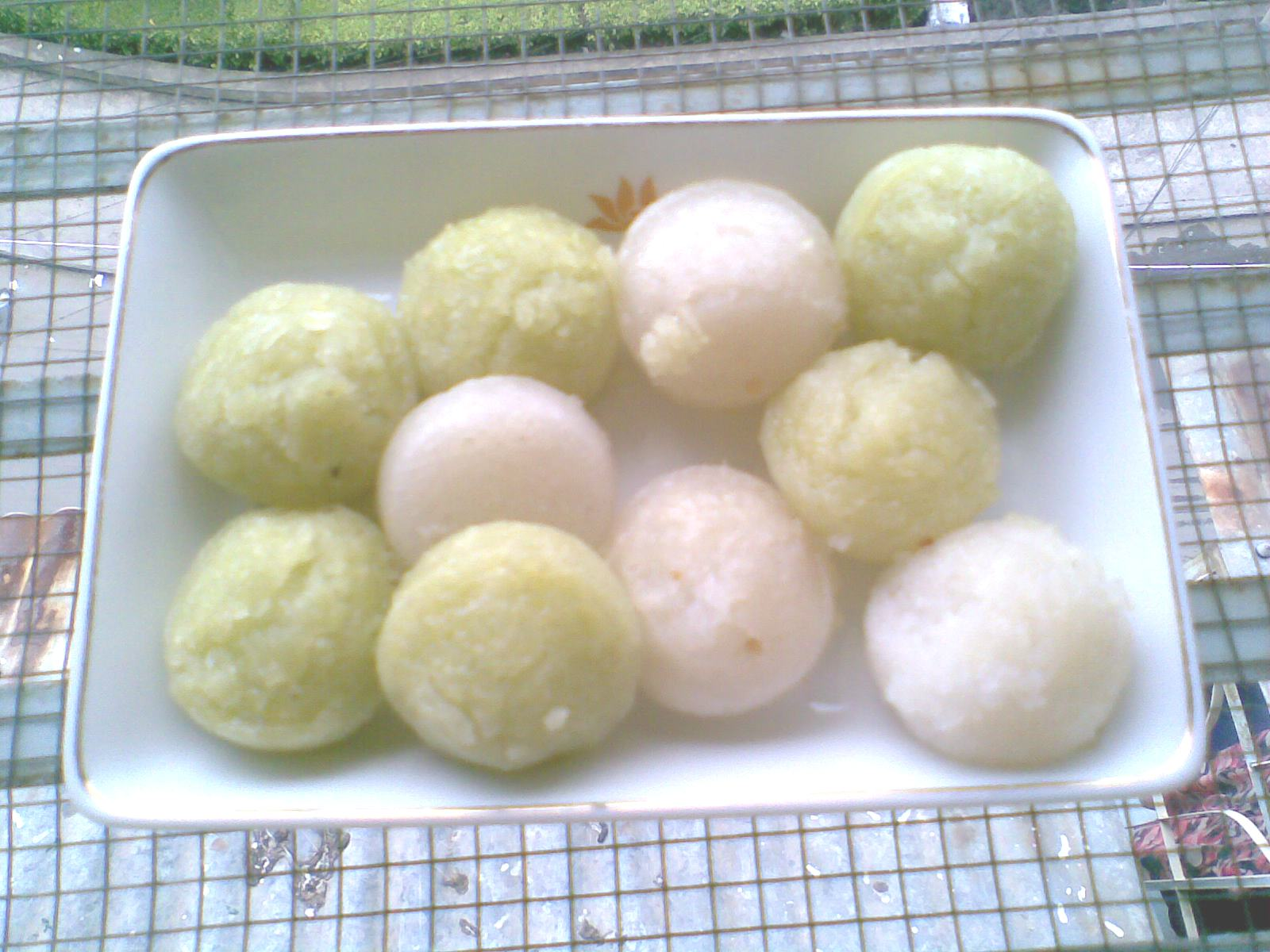
Bánh bò, một loại bánh gạo đặc trưng của Việt Nam

Bánh gạo là tên gọi chỉ chung các loại bánh mặn và bánh ngọt được làm từ bột gạo. Một chiếc bánh gạo bất kỳ làm từ bất cứ loại gạo nào đã được định hình, cô đặc hoặc kết hợp thành một loại duy nhất có vị ngọt hoặc mặn hoặc tự nhiên. Một loạt các loại bánh gạo tồn tại ở nhiều nền văn hóa khác nhau trong đó gạo thường được nấu để ăn, và đặc biệt phổ biến ở châu Á. Các biến thể phổ biến bao gồm bánh làm từ bột gạo có những loại làm từ gạo xay và những loại làm từ ngũ cốc nguyên hạt được nén lại với nhau hoặc kết hợp với một số hợp chất liên kết khác.
Về nguồn gốc bánh gạo có giả thiết cho rằng nó xuất xứ từ Trung Quốc, có thể là một loại bánh nếp dẻo hay bột gạo xay ra, hồ bột lên và cho nhân vào gói lại bằng lá. Sau này được du nhập vào các nước châu Á khác.
Ngày nay, người Trung Quốc ăn mừng năm mới với cơm nắm, kẹo gạo, và bánh gạo truyền thống làm bằng gạo hấp trong nhiều giờ và trộn với sữa, đường, mỡ lợn hoặc dầu ăn, và bột nhão có hương vị như chà là hoặc đậu. Bánh thành phẩm có thể được chiên, nướng, hoặc luộc. Trong thời kỳ huy hoàng của Đế quốc Anh, gạo được trồng ở Ấn Độ, Trung Quốc và Đông Nam Á đã được nhập khẩu sang Anh và châu Âu và trở thành nền tảng cho nhiều loại thực phẩm yêu thích bao gồm cả bánh gạo. Truyền thống bánh gạo được mượn dưới dạng bánh kếp mang gạo, được gọi là bánh tráng (cho món nướng). Công nghệ chế biến bánh gạo cũng được tân tiến hơn, không cần phải làm thủ công cho tốn sức mà hoàn toàn làm theo cách truyền thống nếu văn hóa đó là truyền thống qua bao thế hệ không gì vứt bỏ được. Sau khi gạo được xay, nó được đặt trong một chiếc máy để tạo nên nhiều hình thù khác nhau lúc thưởng thức.

## Lịch sử
Lịch sử của bánh gạo phần lớn không có ghi chú cụ thể, nhưng nguyên tắc chung đã tồn tại có lẽ bởi vì gạo đã được thu hoạch và thưởng thức vì lợi ích dinh dưỡng của nó. Gạo đã được trồng hơn 7.000 năm. 19 loài của loaị cây này thuộc họ cỏ phát triển tốt nhất ở vùng khí hậu ấm áp và ẩm ướt; và lúa có lẽ được trồng đầu tiên ở miền Nam Trung Quốc hoặc Bắc Thái Lan. Từ Đông Nam Á, ngành trồng trọt của nó di cư khắp các khu vực có khi hậu ấm áp hơn ở Châu Á, Nam Âu và cuối cùng là toàn cầu như ngày nay. Hơn một nửa nhân loại phụ thuộc vào gạo như là lương thực và ngũ cốc chính của họ. Cũng như là một nguồn carbohydrate phức tạp, gạo có giá trị dinh dưỡng đáng kể. Cám (một lớp giữa hạt và vỏ trấu được loại bỏ trong chế biến để tạo ra gạo trắng và để lại trong gạo nâu) chứa chất xơ, dầu, khoáng chất, protein và vitamin bao gồm E, K và B-phức tạp.
Bánh gạo như một loại thực phẩm có một lịch sử lâu dài ở Trung Quốc. Năm 1974, các nhà khảo cổ đã phát hiện ra những hạt gạo được bảo quản hoàn toàn trong tàn tích của văn hóa Hà Mỗ Độ, Chiết Giang. Nó chỉ ra rằng sớm nhất là bảy ngàn năm trước, tổ tiên của chúng ta đã bắt đầu trồng lúa. Bánh gạo đã có rất nhiều cái tên như là "Er", "Ci" và "Dao Bing" từ thời nhà Hán. Trong một cuốn sách thổ ngữ được viết bởi Dương Hùng, một nhà văn thời nhà Hán, tên của "Gao" đã được sử dụng. Tên này trở nên phổ biến trong thời nhà Ngụy và nhà Tấn.
Công thức nấu ăn của Shi thế kỷ thứ 6 ghi lại một phương pháp nấu ăn được gọi là đường trắng kén đường. Sau khi gạo nếp được hấp, giã gạo bằng cối và chày cho đến khi nó trở nên rất dính. Sau đó, xôi được cắt thành miếng nhỏ như quả óc chó. Sau khi các mảnh này được sấy khô, chúng được đốt bằng dầu. Cuối cùng, chúng được lăn qua đường và có thể ăn được. Quay trở lại thời nhà Liao, người ta nói ăn bánh gạo vào ngày Tết âm lịch của Trung Quốc là một phong tục. Đến triều đại nhà Minh và nhà Thanh, bánh gạo đã phát triển thành nguồn cung cấp đồ ăn nhẹ quanh năm trên thị trường, và có những hương vị khác nhau của bánh gạo miền Bắc và bánh gạo miền Nam.

### Nhật Bản
Bánh gạo ở nhiều biến thể được biết đến ở một số quốc gia. Chúng có lẽ được biết đến nhiều nhất ở Nhật Bản và các quốc gia ở Vành đai Thái Bình Dương, nơi sản xuất lúa gạo là một mặt hàng kinh tế và ngũ cốc là cơ sở cho nhiều bữa ăn và thực phẩm. Các dạng bánh làm từ gạo nếp đã phổ biến ở Nhật Bản trong hàng trăm năm. Bánh có tên mochi là một loại bánh giầy được giới quý tộc ăn trong thời kỳ Nara từ năm 710-794 trước Công nguyên khi người Trung Quốc ảnh hưởng rất lớn đến Nhật Bản. Có giả thiết cho rằng, bánh giày của người Việt Nam không phải do Lang Liêu làm ra trong thời Văn Lang, mãi về sau trong sự tích bánh giầy của Lang Liêu thì mới xuất hiện bánh giầy, vì người Nhật có sự tích Thỏ Ngọc giã bột làm bánh giầy trên cung trăng vào dịp Trung thu. Chính vì giả thiết đó nên mới có tập tục giã bột làm bánh giầy mochi nên nguồn gốc bánh dày xuất phát từ đất nước Mặt trời mọc.
Quá trình làm mochi có nguồn gốc từ Trung Quốc, nơi gạo nếp đã được trồng và sử dụng trong hàng ngàn năm. Một số bộ lạc thổ dân Trung Quốc đã sử dụng quy trình này như một phần của truyền thống của họ. Trong văn hóa dân gian, nghi lễ mochitsuki đầu tiên xảy ra sau khi Kami được cho là đã xuống Trái Đất, diễn ra sau khi trồng lúa ở Yamato trong thời kỳ Yayoi (300 trước Công nguyên - 300 sau Công nguyên). Gạo đỏ là biến thể ban đầu được sử dụng trong sản xuất mochi. Vào thời điểm này, nó đã được hoàng đế và quý tộc ăn độc quyền do địa vị của nó là điềm may mắn. Trong thời kỳ Heian Nhật Bản (794 - 1192 sau Công nguyên), mochi đã được sử dụng như một "thức ăn cho các vị thần" và trong các lễ vật tôn giáo trong các nghi lễ Thần đạo được thực hiện bởi các quý tộc. Ngoài may mắn chung, mochi còn được biết đến như một lá bùa hộ mệnh cho những cuộc hôn nhân hạnh phúc.
Các giả thiết đầu tiên được ghi lại về mochi được sử dụng như một phần của lễ hội năm mới là từ thời Heian Nhật Bản. Các quý tộc của triều đình tin rằng những sợi mochi tươi được làm mới tượng trưng cho cuộc sống lâu dài và hạnh phúc, trong khi mochi khô giúp củng cố răng của một người. Các tài khoản của nó cũng có thể được tìm thấy trong cuốn tiểu thuyết lâu đời nhất của Nhật Bản, Câu chuyện về Genji.
Mochi tiếp tục là một trong những thực phẩm truyền thống được ăn trong dịp Tết của Nhật Bản, vì nó được bán và tiêu thụ rất nhiều trong khoảng thời gian này. Một loại đặc biệt, được gọi là kagami mochi (mochi gương), được đặt trên bàn thờ gia đình vào ngày 28 tháng 12 mỗi năm. Kagami mochi bao gồm hai khối mochi xếp chồng lên nhau, trên cùng là một quả cam (daidai). Trong dịp này, ban đầu được thực hiện bởi samurai, những chiếc bánh dày kagami mochi sẽ bị phá vỡ, do đó tượng trưng cho việc mở gương và kết thúc lễ mừng năm mới.
Ngoài tập tục giã bánh dày mochi, người Nhật còn xay gạo
nếp thành bột hay phát minh ra máy làm mochi tự động, chỉ cần cho gạo nếp vào máy sẽ thao tác như một người thợ giã bánh.
Ngoài mochi thì senbei (煎餅) là một loại bánh gạo của Nhật Bản. Nó là loại bánh khô, được chế biến từ bột gạo hoặc bột mì, rồi được đem nướng chín trong lò hoặc trên bếp than củi. Có nhiều hình dạng, kích thước, và hương vị, thơm ngon nhưng thông thường mang hương vị ngọt ngào của gạo. Senbei thường ăn kèm với trà xanh như một món ăn giản dị cho các quan khách đến nhà xem như một cách giải khát lịch sự. Senbei là tên gọi chung của những chiếc bánh khô truyền thống của Nhật Bản.
Món này có xuất xứ từ Trung Quốc và du nhập vào Nhật Bản từ thời kì Nara. Những chiếc bánh Senbei ở thời kì này còn khá đơn giản, chỉ được làm từ bột mì và đường. Đến thời kì Edo hay thời kì Tokugawa, Senbei đã có nhiều sáng tạo trong phương pháp chế biến. Xuất hiện nhiều loại bánh Senbei với nhiều hương vị hơn, hình dáng khác nhau. Từ đó cũng hình thành hai loại Senbei làm từ bột mì và Senbei làm từ bột gạo. Bánh gạo Senbei đến với Nhật Bản trong khoảng thời gian triều đại nhà Đường ở Trung Quốc (618-907). Nhưng theo sử sách ghi lại bánh Senbei đã được chế biến tại Trung Quốc vào năm 737 sau công nguyên bao gồm các thành phần như khoai tây, bột mì và gạo nếp; giống y chang bánh Castella khác biệt rõ ràng với bánh Senbei mà chúng ta được thấy ngày nay. Tại Việt Nam, bánh gạo senbei nổi tiếng nhất vẫn từ công ty One one, hương vị phù hợp khẩu vị người Việt như vị đường ngọt, vị xì dầu mật ong hay vị mặn của tôm nướng.
Người Nhật có hai loại senbei:
Senbei làm từ bột mì: Đây là loại Senbei truyền thống của vùng Kansai. Nó được chế biến từ bột mì, đường và trứng gà, có vị giống với bánh quy. Senbei làm từ gạo: Loại Senbei này được sản xuất chủ yếu tại vùng Kanto - vùng sản xuất lúa gạo chủ yếu của Nhật Bản, phần lớn loại Senbei này có vị hơi mặn. Senbei gạo thường được chế biến bằng cách trộn đều bột gạo với nước ấm. Bột sẽ được nhào thật kĩ và hấp chín ngay sau đó. Hấp xong bột được nhào lại một lần nữa rồi được cuốn lại thành những cuộn lớn.
Sau đó, khối bột sẽ được cán mỏng và cắt thành hình, hình dạng truyền thống thường là hình vòng tròn. Bột bánh có thể kết hợp với một số nguyên liệu thích hợp như các loại hạt, đỗ, rong biển... tạo nên nhiều hương vị đặc trưng của các loại bánh Senbei. Những chiếc bánh khi đã được cắt thành hình sẽ được phơi khô dưới ánh nắng mặt trời. Cuối cùng những chiếc bánh này sẽ được nướng chín tên bếp than củi. Bánh sẽ được phết hỗn hợp nước tương và mirin, một lớp rong biển khô có thể được phủ bên ngoài bánh làm hương vị bánh thêm phần hấp dẫn. Và cách chế biến Senbei còn có thể thay đổi tùy theo từng loại Senbei khác nhau. Ngoài cách nướng trên bếp than củi, người thợ làm bánh còn sử dụng những chiêc kẹp 'kata' với nhiều hình dạng và kích thước để nướng và tạo hình cho Senbei. Senbei được du nhập vào Triều Tiên, người Hàn Quốc gọi senbei là chamssal (참쌀).
Dango (団子, Hán Việt: Đoàn tử) là một loại bánh trôi của ẩm thực Nhật Bản được làm từ bột nếp (mochiko), tương tự như bánh dày Nhật Bản mochi (餅, bính). Bánh này thường được ăn với trà xanh. Đoàn tử được ăn quanh năm, tuy nhiên theo truyền thống mỗi giai đoạn nhất định trong năm sẽ ăn một loại đoàn tử khác nhau. Người ta thường xiên 3, 4 viên đoàn tử vào que tre.

### Triều Tiên
Từ công thức của bánh mochi xứ phù tang xâm nhập tới bán đảo Triều Tiên, gọi là tteok.
Bánh Tteok có rất nhiều loại và cùng với đó là rất nhiều tên gọi. "Từ được dùng nhiều nhất trong tên gọi của bánh Tteok là "pyeon" nghĩa là "phiến". Đây là một từ tiếng Hán có nghĩa là "tấm", hay nó còn có ý nghĩa là nhỏ và phẳng" Ví dụ như "Songpyeon" là bánh Tteok nhỏ với hương thơm của lá thông, "Jeolpyeon" là bánh được cắt ra từ những chiếc bánh Tteok nặn hình phẳng...Tiếp nữa, tuỳ theo các nguyên liệu bên trong nhân bánh Tteok mà tên gọi của bánh Tteok cũng rất đa dạng, như "Susutteok" (bánh Tteok nhân kê), "Pattteok" (bánh Tteok nhân đậu đỏ), "Chapsaltteok" (bánh dầy được làm lại từ mochi Nhật)... Qua một số ví dụ trên, "ngoài chữ "pyeon" xuất phát từ chữ Hán, chữ "Tteok" có thể được hiểu theo hai nghĩa: Thứ nhất, chữ "Tteok" là một từ thuần Hàn chỉ loại bánh được làm từ gạo, với ý nghĩa này, "Tteok" có thể được dịch là "bánh dày". Thứ hai, chữ "Tteok" còn có thể được hiểu như cách làm món bánh từ gạo với các loại nguyên liệu khác.
Trước thời Tam Quốc, nguyên liệu chủ yếu được dùng để làm Tteok là các loại lương thực và ngũ cốc mà người dân trồng và thu hoạch. Qua đó ta thấy người Triều Tiên đã biết làm thức ăn từ bột của các loại lương thực và ngũ cốc, hấp chín trong nồi đất để ăn từ rất sớm. Đến thời Tân La thống nhất, xã hội dần trở nên ổn định hơn và nền nông nghiệp với trọng tâm là việc trồng lúa cũng ngày càng được phát triển. Vì vậy trong thời kì này, việc làm bánh Tteok với nguyên liệu chủ yếu là gạo nếp ngày càng trở nên phổ biến hơn. Thời Cao Ly không chỉ được biết đến là thời kì có rất nhiều các loại Tteok đa dạng, mà đây còn là thời kì mà bánh Tteok chiếm một vị trí rất quan trọng và có quan hệ mật thiết với cuộc sống sinh hoạt của cư dân. Một số loại bánh Tteok là: Sutan, Jongaepyeong, Yulgo.... Trong cuốn "Lịch sử Goryeo" cũng nói đến việc ăn bánh "Jongaepyeong" vào ngày "sangsa" và ăn bánh "Sutan" vào dịp rằm tháng 6, cho thấy bánh Tteok đã dần dần chiếm được vị trí như một món ăn trong các dịp lễ tết của dân tộc.
Bước sang thời Choson, cùng với sự phát triển của kĩ thuật sản xuất và các phương pháp gia công chế biến trong nông nghiệp, văn hoá ẩm thực của người dân Hàn Quốc cũng ngày càng phát triển. Theo đó, các loại bánh Tteok và mùi vị của bánh cũng ngày càng trở nên đa dạng và phong phú. Đặc biệt bánh Tteok ngày càng được phát triển để phục vụ riêng cho quần chúng hay cho những tầng lớp thượng lưu. Khác với loại bánh Tteok thuần tuý đầu tiên chỉ được làm từ bột gạo hay bột ngũ cốc hấp chín, các loại bánh Tteok này được kết hợp giữa các loại ngũ cốc khác nhau cùng với các loại trái cây, hoa, cây cỏ hoang dã, hay các loại thuốc, đã đem lại sự biến hoá đa dạng về hình dáng cũng như màu sắc. Một số loại bánh Tteok tiêu biểu thời kì này là: "Pamsolki" (bánh nhân hạt dẻ), "Ssuksolki" (bánh nhân ngải), "Seoktanpyeong" (bánh dày nhân hạt thông, táo tàu trộn vào rồi rắc đậu đỏ lên), "Tohaengpyeong" (bánh dày từ bột nếp trộn với nước đào ép rồi hấp lên), "Kkulsolki" (bánh mật ong), "Sokipyeong" (bánh nấm), "Mutteok" (bánh củ cải), "Songkitteok" (bánh làm từ bột gạo và vỏ thông non), "Sangjapyeong" (bánh làm từ bột gạo tẻ, hạt dẻ và mật ong), "Sansampyeong" (bánh nhân sâm núi), "Kamjapyeong" (bánh khoai tây).....

### Việt Nam
Bánh giầy của Việt Nam có liên quan đến truyền thuyết Lang Liêu, tương truyền xảy ra vào đời vua Hùng thứ 6. Theo đó, vị hoàng tử Lang Liêu đã được báo mộng để làm ra chiếc bánh giầy hình tròn, tượng trưng cho trời, còn bánh chưng hình vuông tượng trưng cho đất; hai thứ này được dùng để dâng lên vua cha trong ngày đầu xuân. Ngoài việc lý giải nguồn gốc của bánh chưng, bánh giầy, sự tích trên nhắc nhở con cháu về truyền thống của dân tộc và tầm quan trọng của cây lúa và thiên nhiên trong nền văn minh lúa nước Bắc Bộ. Còn với người miền Nam bánh chưng dài gọi là bánh tét mà các dân tộc miền núi gọi là bánh tày. Phương thức nấu gạo nếp giã bột làm bánh không chỉ có ở Nhật Bản hay Triều Tiên, Việt Nam gọi là cách tạo bột từ xôi (gạo nếp). Xôi được đồ chín và giã mịn thành bột. Phương pháp làm bánh này tạo nên độ dẻo quánh đặc biệt khiến không thể định hình bánh bằng cách đổ khuôn, mà khi vắt bánh, do bột còn nóng ấm, người ta thường vo tròn rồi để lên lá chuối và bánh tự chảy dẹt xuống, nên có độ tròn vành rất chuẩn. Bánh dày cho đến ngày nay vẫn mang tính bảo thủ truyền thống cổ xưa, không hề cải biên, nên không có nhân và được ăn với giò lụa hay chả chiên. Nghĩa là cần xếp bánh dày vào thể loại bánh mặn. Do đặc điểm tạo bột từ xôi, nên bánh dày là loại thức ăn tươi trong ngày, chứ không để lâu được để có thể xuất khẩu như bánh mochi.
Một số sách vở cho rằng bánh tét là sản phẩm của sự giao thoa nhiều nền văn hóa khác nhau tại miền Nam. Trong đó, chủ đạo là văn hóa Chăm với tín ngưỡng "phồn thực". Hình dạng bánh tét là hình tượng Linga. Nó không chỉ là món ăn ngày Tết mà còn chứa đựng cả thuyết âm dương, tam tài, ngũ hành với năm màu sắc: màu xanh của lá gói bánh (lá dứa, lá dong hoặc lá chuối), của nếp được bỏ màu khi gói, màu vàng đậu xanh nhân bánh, hai màu đỏ, trắng của thịt ba chỉ làm nhân bánh và màu đen của tiêu trộn vào nhân đậu xanh hoặc ướp thịt nhân bánh. Đó là năm màu của ngũ hành trong triết học phương Đông: hỏa (màu đỏ), thủy (màu đen), mộc (màu xanh), kim (màu trắng), thổ (màu vàng). Một truyền thuyết khác bổ sung thêm cho nguồn gốc của bánh tét, cách gọi tên bánh và thói quen ăn bánh tét trong ngày Tết được kể như sau:
Vào mùa xuân Kỷ Dậu năm 1789, Nguyễn Huệ và quân ta đánh đuổi quân Thanh ra khỏi đất nước. Lúc bấy giờ quân lính được nghỉ ngơi, ăn Tết. Trong số quân lính có anh lính nọ được người nhà gửi cho món bánh làm từ gạo nếp, nhân đậu xanh, hình dạng như bánh tét ngày nay (tuy nhiên lúc bấy giờ chưa có tên gọi). Anh lính mang bánh mời vua Quang Trung.
Vua ăn thấy ngon bèn hỏi thăm về loại bánh này. Anh lính kể, bánh do người vợ ở quê nhà làm gửi cho. Mỗi lần ăn bánh, anh càng thương, càng nhớ vợ nhiều hơn. Anh mắc chứng đau bụng (có thể xem là đau dạ dày) nhưng khi ăn bánh này thì lại không thấy đau nữa.
Nghe câu chuyện cảm động của anh lính, vua bèn ra lệnh cho mọi người gói loại bánh này để ăn Tết và đặt tên là bánh Tết nhằm ghi nhớ chiến thắng giặc Thanh vào mùa xuân và thể hiện tình cảm gia đình thắm thiết mỗi độ xuân về. Đó được xem là nguồn gốc của bánh tét trong ngày Tết cổ truyền.
Bánh nếp nhân đậu xanh ngọt hay mặn gói trong lá chuối có lẽ bắt nguồn từ Trung Hoa. Đó là loại bánh nếp đậu gói trong lá tre của người Trung Quốc thường hay làm vào dịp tết Đoan Ngọ. Theo truyền thuyết Trung Hoa, món bánh này xuất hiện là để tưởng nhớ ngày mất của Khuất Nguyên (ngày 5.5.278 TCN). Đến ngày này, người dân Trung Quốc ở bên dòng sông Mịch La thường tổ chức cúng giỗ ông bằng lễ hội thuyền rồng trên sông và thả những chùm bánh có buộc chỉ ngũ sắc bên ngoài. Hai loại bánh thường được thả trong lễ hội là bánh zongzi (bánh tro) và bánh Jiandui (bánh rán mè).
Kỹ thuật làm bánh zongzi: Sản phẩm ban đầu chỉ là gạo nếp ngâm trộn đậu đỏ, gói nhỏ hình chóp bằng lá tre. Sau khi luộc chín, bên trong tương tư một món xôi đỗ của Việt Nam. Ngày nay, bánh zongzi đã được cải thiện, có thêm nhân nấm với thịt ba chỉ. Còn với Việt Nam, bánh nếp gói trong lá chuối là bột nếp đem xay thành bột mịn, hoà với nước rồi nhào dẻo, sau đó bao nhân và gói lá. Từ bánh zongzi (tức bánh ú của Trung Quốc, Việt Nam có thứ bánh gọi là bánh gio (phương ngữ Bắc Bộ) hay bánh tro nước tro (còn gọi là nước nẳng) pha chế từ tro than thu được sau khi đốt cháy một số loại thảo mộc, dược liệu. Hay là bánh gai miền Bắc hay bánh ít lá gai Nam Bộ, bột nếp trược trộn với nước nấu từ cây gai.

## Một số loại bánh gạo điển hình của Châu Á

### Campuchia

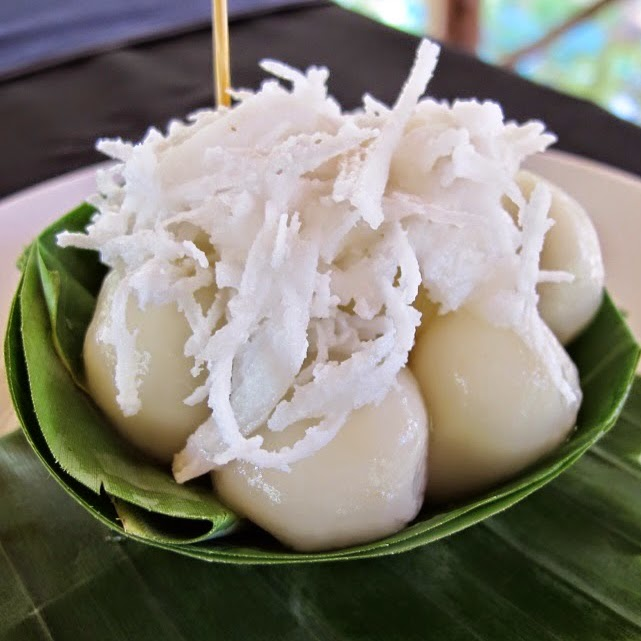
Num Plae Ai (ផ្លែអាយ) - bánh nếp của người Khmer với dừa sợi trang trí ở trên

Bánh gạo Campuchia có phần khác biệt so với các quốc gia khác. Người Campuchia làm bánh bằng gạo nếp.
- Num Ansom / Num Om Saum là một chiếc bánh nếp lá chuối. Nó được phục vụ quanh năm nhưng nó phổ biến nhất trong lễ hội Bun Pchum Ben hay "Ngày của tổ tiên". Nó được phục vụ với một miếng chuối hoặc dải mỡ lợn và đậu sau đó chúng được bọc bằng các lớp lá chuối và hấp đến mức hoàn hảo và sau đó được phục vụ.
- Num Kom được hấp bánh bột nếp ngọt chứa đầy đường cọ, dừa tươi nghiền và hạt vừng rang. Nó được làm và ăn vào ngày tưởng niệm cho tổ tiên (Bun Pchum ben / Don-ta), Visak (Phật sinh) và đặc biệt là Năm mới của Campuchia (Lễ hội Chol Chnam Thmay). Nó có dạng là hình chóp để đại diện cho các tháp chùa Phật giáo.[3]
- Num Krok là bánh gạo nếp là hỗn hợp bột gạo, nước cốt dừa, hẹ xắt nhỏ và một chút muối, nhúng vào cá và tương ớt và đôi khi là đường cọ. Nó được làm bằng chảo sắt.
- Num Plae Ai (ផ្លែអាយ) là những viên cơm nếp với đường cọ bên trong và cuộn trong dừa tươi cho vỏ bọc đẹp mắt.
- Num Ah-Kor (នំអាកោ រ) là một trong những món tráng miệng Campuchia / Khmer phổ biến nhất. Đó là một món tráng miệng được phục vụ trong năm mới khmer và lễ hội. Nó được làm bằng bột gạo và phủ dừa tươi cạo vỏ. Nó có nhiều màu sắc.
- Nom Chak-Kachan còn được gọi là bánh nếp. Nó được làm bằng gạo nếp, bột sắn dây và nước cốt dừa. Nó có một số màu với các lớp màu xanh lá cây và màu vàng là phổ biến nhất[4][5]

### Thái Lan
Người Thái Đen ở Loei có loại bánh nếp tên là ขนมหมก, bánh nhỏ hơn bánh nếp Việt Nam, cũng gói trong lá chuối và nhân đậu xanh ngọt là phổ biến nhất.

### Trung Quốc

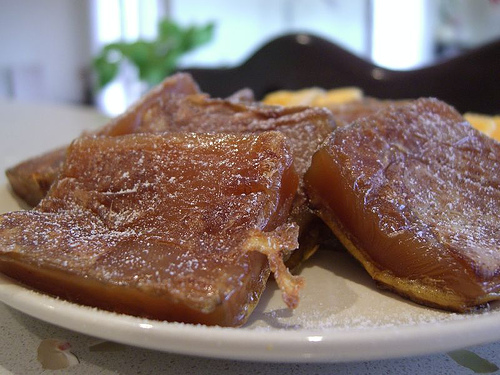
Bánh niên cao (bánh tổ) của người Quảng Đông

- Bánh đầu điều (条头糕): loại bánh nếp hình thuôn dài cuộn nhân đậu đỏ. Nó là món bánh từ phim Hậu cung Như Ý truyện. Bánh điều đầu đã được đề cập trong cuốn "Thanh Gia Lục" (清嘉录) do Cố Lộc (顾禄), một học giả tỉnh Tô Châu thời nhà Thanh viết.
- Niên cao bao gồm nhiều loại, tất cả được làm từ gạo nếp được giã hoặc nghiền thành bột nhão và, tùy thuộc vào giống, có thể đơn giản được đúc thành hình hoặc nấu lại để xử lý thành phần.
- Bánh trôi được làm bằng cách trộn bột gạo nếp với một lượng nước vừa đủ để tạo thành những viên tròn nhỏ và sau đó được nấu chín trong nước sôi. Nhân bánh là các loại đậu đỗ, ngũ cốc nhuyễn mịn, vị ngọt đậm và hơi cay của gừng.
- Bánh bò là một loại bánh có xuất xứ từ phía nam Trung Quốc và phổ biến tại Việt Nam. Bánh bò là một loại bánh xốp làm từ: bột gạo, nước, đường và men. Mặt bánh có rất nhiều bong bóng nhỏ do có nhiều lỗ khí trong bánh. Loại bánh bò ở Trung Quốc được gọi là bái táng gāo (白糖糕) - nghĩa là "bánh đường trắng", loại bánh bò này hơi chua và bỏ qua thành phần dừa - một thành phần không thể thiếu trong bánh bò ở Việt Nam. Bánh bò nói chung được ăn như món tráng miệng hoặc ăn với chả,...
- Bánh rùa đỏ (tiếng Trung: 紅龜粿; Bạch thoại tự: Âng-ku-kóe): Một loại bánh hình con rùa làm từ gạo nếp và nhân ngọt bên trong, bánh có hình con rùa vì người Trung Quốc tin rằng ăn rùa sẽ sống thọ và mang đến may mắn. Người ta trộn bột nếp với màu thực phẩm (màu đỏ) với đường kính trắng và chút nước, nhào dẻo mịn; cho nhân đậu xanh vào đóng kín bánh rồi cho vào khuôn hình mai rùa tạo hình. Khi bánh hoàn chỉnh, bánh được xoa chút dầu ăn bên dưới lót lá chuối hấp cách thủy.
- Chwee kueh (còn được gọi là chwee kwee hoặc chwee kweh) (tiếng Trung: 水粿; bính âm: shuǐguǒ; Bạch thoại tự: chúi-kóe; nghĩa đen: 'bánh gạo nước') là một loại bánh gạo ẩm thực của Trung Quốc, Singapore, Johor và một số nơi ở Đông Nam Á. Để làm chwee kueh, bột gạo và nước được trộn với nhau để tạo thành một hỗn hợp hơi nhớt. Sau đó, chúng được đặt trong các hộp nhỏ hình chén trông giống như đĩa và hấp, tạo thành một hình dạng giống như bát đặc trưng khi nấu chín. Bánh gạo được phủ lên trên củ cải thái hạt lựu bảo quản và ăn kèm với tương ớt. Chwee kueh là một món ăn sáng phổ biến ở Singapore và Johor.

### Philippines

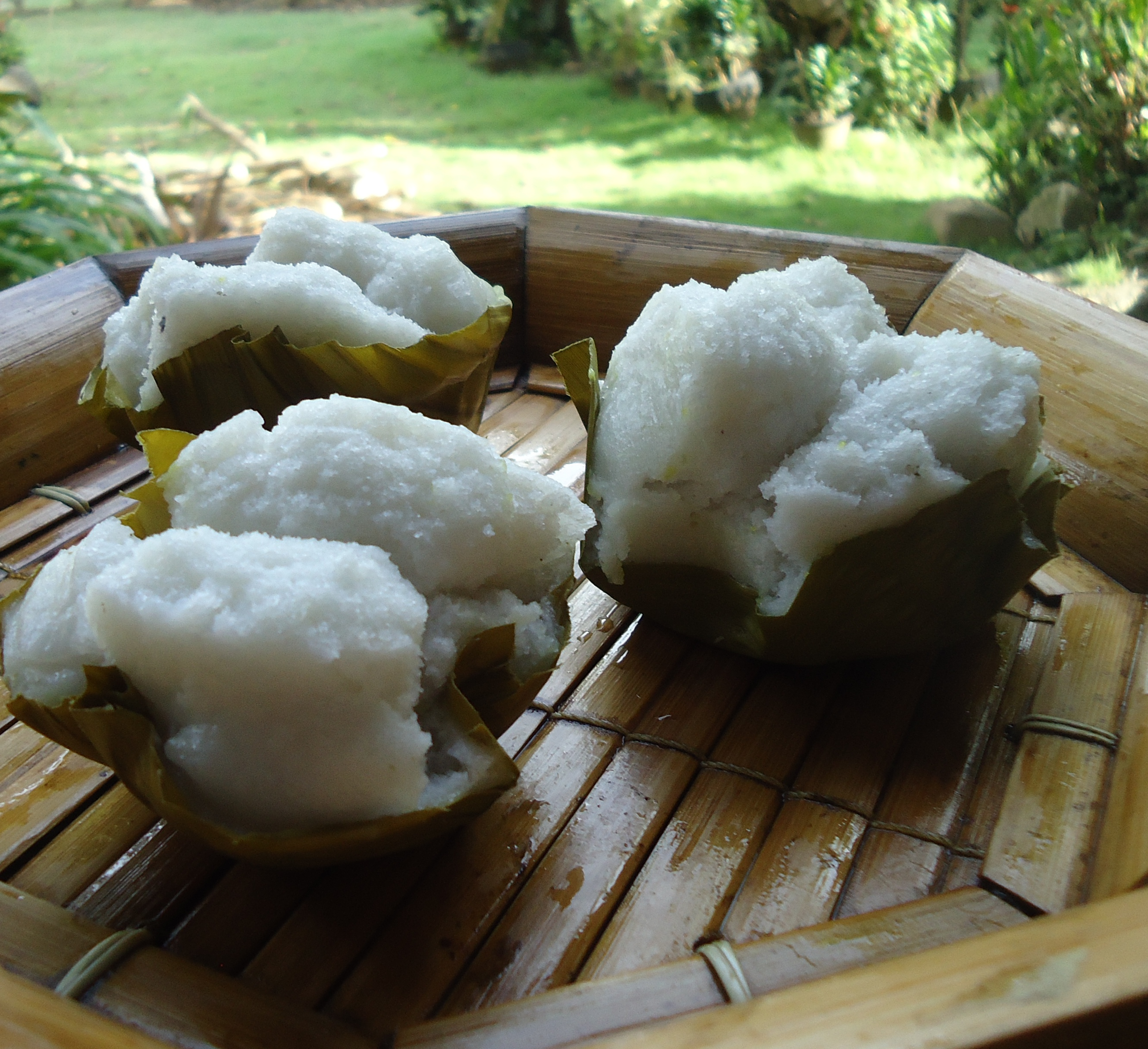
Puto - bánh nếp Philippines gói trong lá chuối

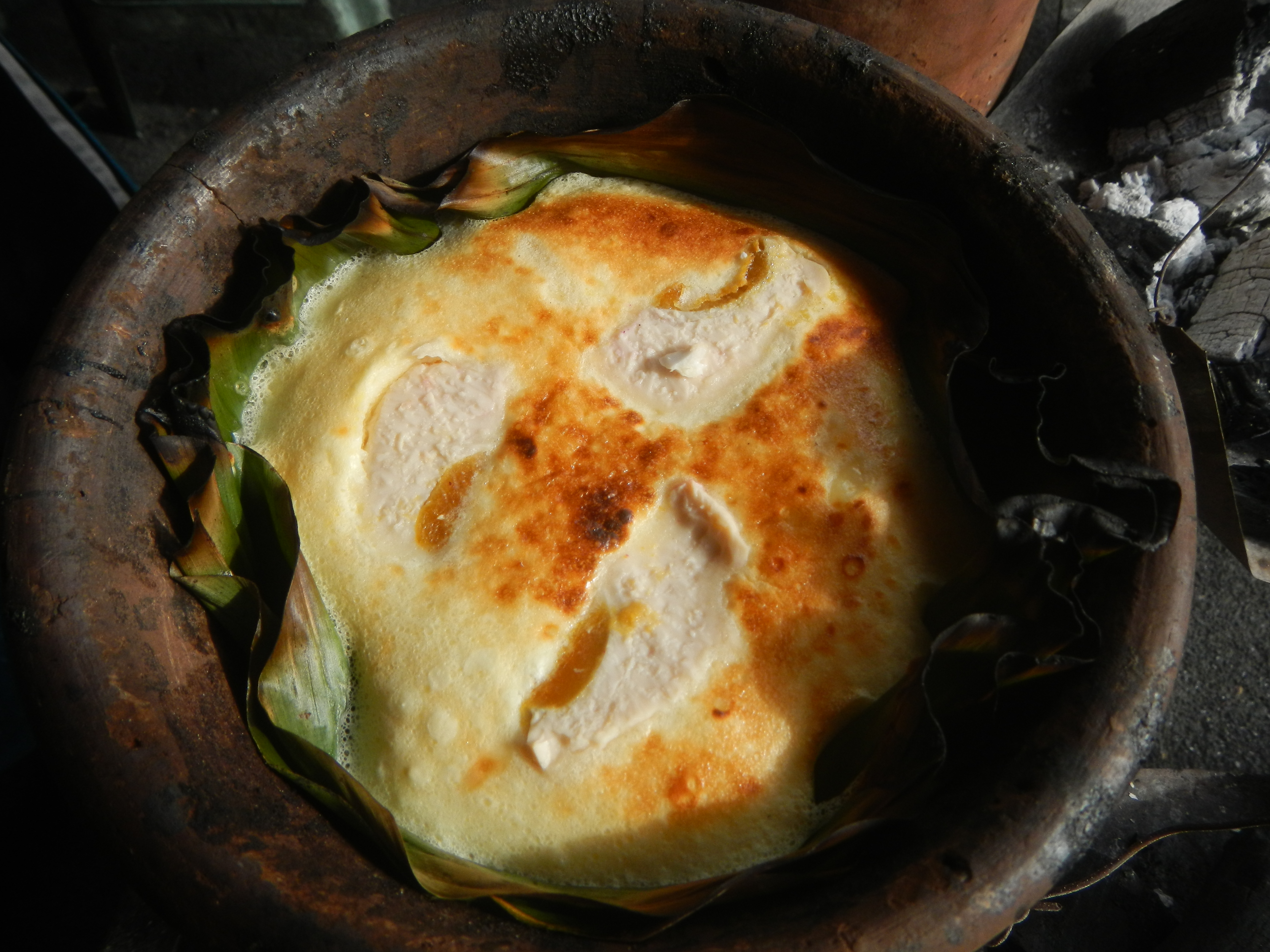
Bibingka - bánh nếp nướng niêu đất

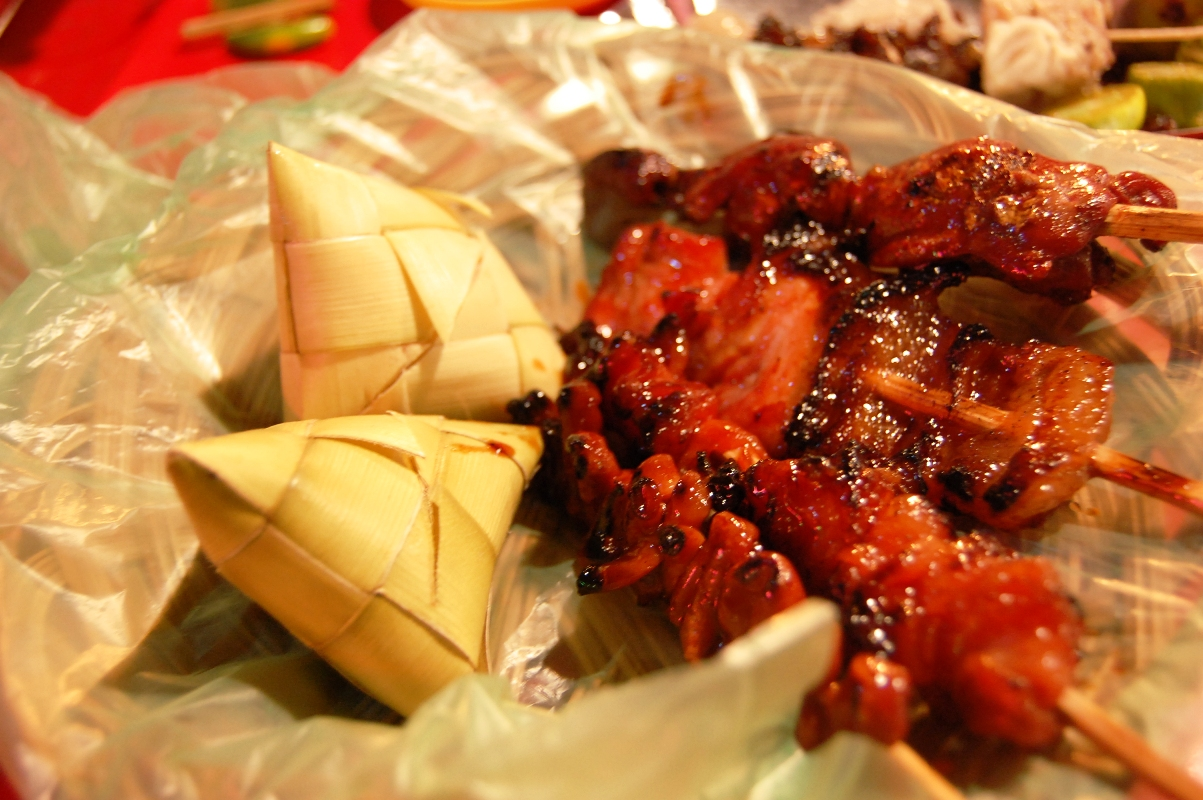
Bánh nếp puso bên cạnh thịt xiên nướng

Bánh gạo là một món ăn nhẹ phổ biến ở Philippines và người Philippines đã tạo ra nhiều loại khác nhau. Trong tiếng Philipin, các món tráng miệng (chủ yếu là các loại có nguồn gốc từ gạo) được gọi là kakanin, bắt nguồn từ từ kanin, có nghĩa là "gạo đã chuẩn bị". Bánh gạo trước đây được biết đến bởi thuật ngữ chung tinapay (nghĩa đen là "lên men với tapay"), nhưng thuật ngữ này hiện bị giới hạn trong bánh mì ở Philippines hiện đại. Tuy nhiên, hai loại bánh gạo chung vẫn còn: puto cho bánh gạo hấp và bibingka cho bánh gạo nướng. Cả hai thường được chuẩn bị bằng cách sử dụng galapong, một loại bột gạo sền sệt có nguồn gốc từ gạo nếp chưa nấu chín đã được ngâm qua đêm. Galapong thường được lên men, như thuật ngữ cũ ngụ ý.
Một số ví dụ về bánh gạo tráng miệng truyền thống của Philippines bao gồm:
- Ampaw là một loại bánh gạo ngọt ngào của Philippines. Theo truyền thống, nó được làm bằng cơm trắng phơi khô được nấu chín và chiên với xi-rô.
- Baye baye là một loại bánh gạo làm từ dừa và gạo xanh (pinipig) hoặc hạt ngô xay.
- Bibingka là một loại bánh gạo được làm bằng bột gạo và nước cốt dừa hoặc nước, với đáy được lót bằng lá chuối. Theo truyền thống, nó được nướng bằng cách sử dụng lò đất sét đặc biệt và than củi được làm nóng trước.
- Biko, còn được gọi là sinukmani hoặc wadjit, là một loại bánh gạo làm từ nước cốt dừa, đường và ngũ cốc nguyên hạt.
- Espasol được làm từ bột gạo nấu trong nước cốt dừa và dải dừa ngọt, phủ bột gạo nướng.
- Kutsinta là một loại bánh gạo hấp (puto) được làm bằng bột gạo, đường nâu, dung dịch kiềm và thịt dừa trưởng thành mới xay

Mache (cũng được đánh vần là matse) là những hạt gạo nếp luộc có hương vị của lá nếp và dừa.
- Masi được luộc hoặc hấp dạng viên với lạc và muscovado.
- Palitaw là một đĩa bánh gạo luộc được phủ với thịt dừa trưởng thành mới xay và đường.
- Panyalam tương tự như bibingka nhưng được chiên thay vì nướng. Nó là phổ biến trong người Hồi giáo Philippines và người Lumad của Mindanao.
- Puto là một thuật ngữ chung cho bánh gạo hấp phổ biến trên cả nước với nhiều biến thể.
- Puto bumbong là một loại bánh gạo hấp (puto) được nấu trong ống tre và có màu tím đậm đặc trưng.
- Salukara tương tự như bibingka nhưng được nấu như một chiếc bánh kếp phẳng lớn truyền thống được bôi mỡ lợn.
- Sapin-sapin được làm từ bột gạo nếp, nước cốt dừa, đường, nước và vảy dừa rắc lên trên. Sự xuất hiện phân lớp của nó đạt được bằng cách sử dụng màu thực phẩm.

Một số bánh gạo này có thể được coi là mặn Chẳng hạn, Putong bigas, loại puto phổ biến nhất, theo truyền thống được kết hợp với món hầm máu lợn hầm của dinuguan. Bibingka galapong cũng có thể được phủ lên trên bằng thịt hoặc trứng. Bên cạnh những thứ này, bánh gạo không tráng miệng được ăn như một món ăn kèm cho các bữa ăn mặn cũng tồn tại, phổ biến nhất là bánh puso.
- Binalot là một thuật ngữ chung cho gạo với các món ăn kèm khác nhau được gói trong lá chuối

Kiping là một loại bánh gạo mỏng giống như bánh wafer được đúc độc đáo từ lá thật. Thường ăn nhúng với giấm, nhưng có thể ăn như một món tráng miệng với đường.
- Pastil là một món cơm đóng gói với thịt bò, thịt gà hoặc cá được gói trong lá chuối. Nó cũng giống với bánh khúc của Việt Nam.
- Puso là một loại bánh gạo phổ biến được làm từ gạo nếp được nấu bên trong các túi dệt có kiểu dáng khác nhau. Chúng được phân biệt với các loại bánh gạo không tráng miệng khác được gói trong lá, trong đó các lá trong puso được dệt thành các thiết kế phức tạp, không chỉ đơn giản là quấn quanh bánh gạo.

### Ấn Độ

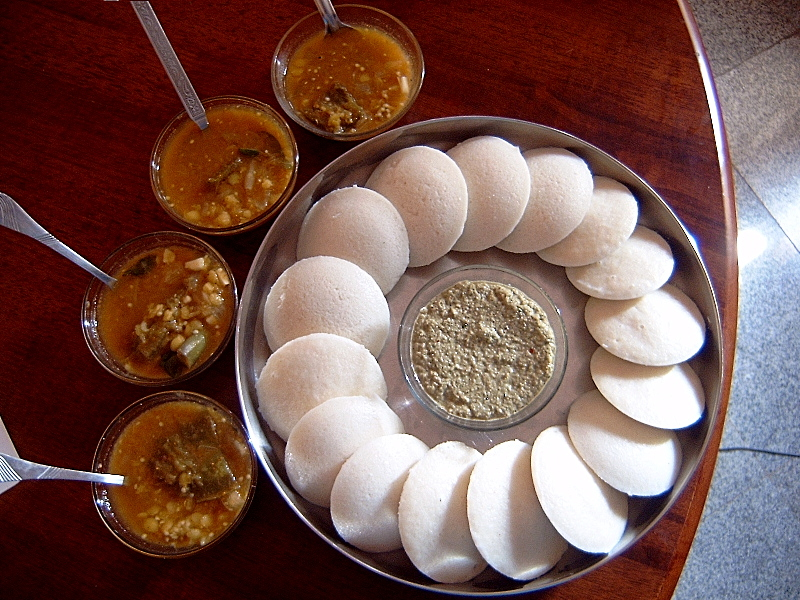
Idli, bánh gạo miền nam Ấn Độ

- Patoleo là những chiếc bánh gạo ngọt được hấp trong lá nghệ bao gồm một miếng dừa và đường thốt nốt. Những thứ này được dân tộc Konkani chuẩn bị trong các lễ hội của họ.
- Pitha, trong các món ăn của người Bengal, Assamese và Oriya, thường là một chiếc bánh phẳng mỏng được chế biến từ bột bánh được làm từ gạo ngâm và gạo xay. Chúng thường được nấu trên vỉ nướng nóng hoặc chảo rán và có thể được chiên trong dầu, nướng trên lửa chậm hoặc nướng và lăn trên một đĩa nóng một khi được thực hiện. Ở Tây Bengal và Bangladesh, các pithas đặc biệt được chế tạo theo các quy trình khác nhau như hấp hoặc nhồi, bhapa và puli pithas là những ví dụ tương ứng. Các lễ hội đặc biệt nơi pithas thường được thực hiện bao gồm Nabanna trong văn hóa của người Bengal, Bihu ở Assam và nhiều lễ hội ở Đông Ấn Độ.
- Idli trong ẩm thực Nam Ấn. Bánh thường có đường kính từ hai đến ba inch và được làm bằng cách hấp bột bánh, được lên men qua đêm, bao gồm đậu lăng đen (khử vỏ) và gạo tỷ lệ khoảng 1: 2 với một chút muối. Thường được ăn với tương ớt dừa hoặc sambhar - một loại súp đậu lăng có hương vị chua của me.
- Puttu trong ẩm thực Nam Ấn Độ, bao gồm những khối cơm cứng được hấp với các lớp dừa.

### Indonesia

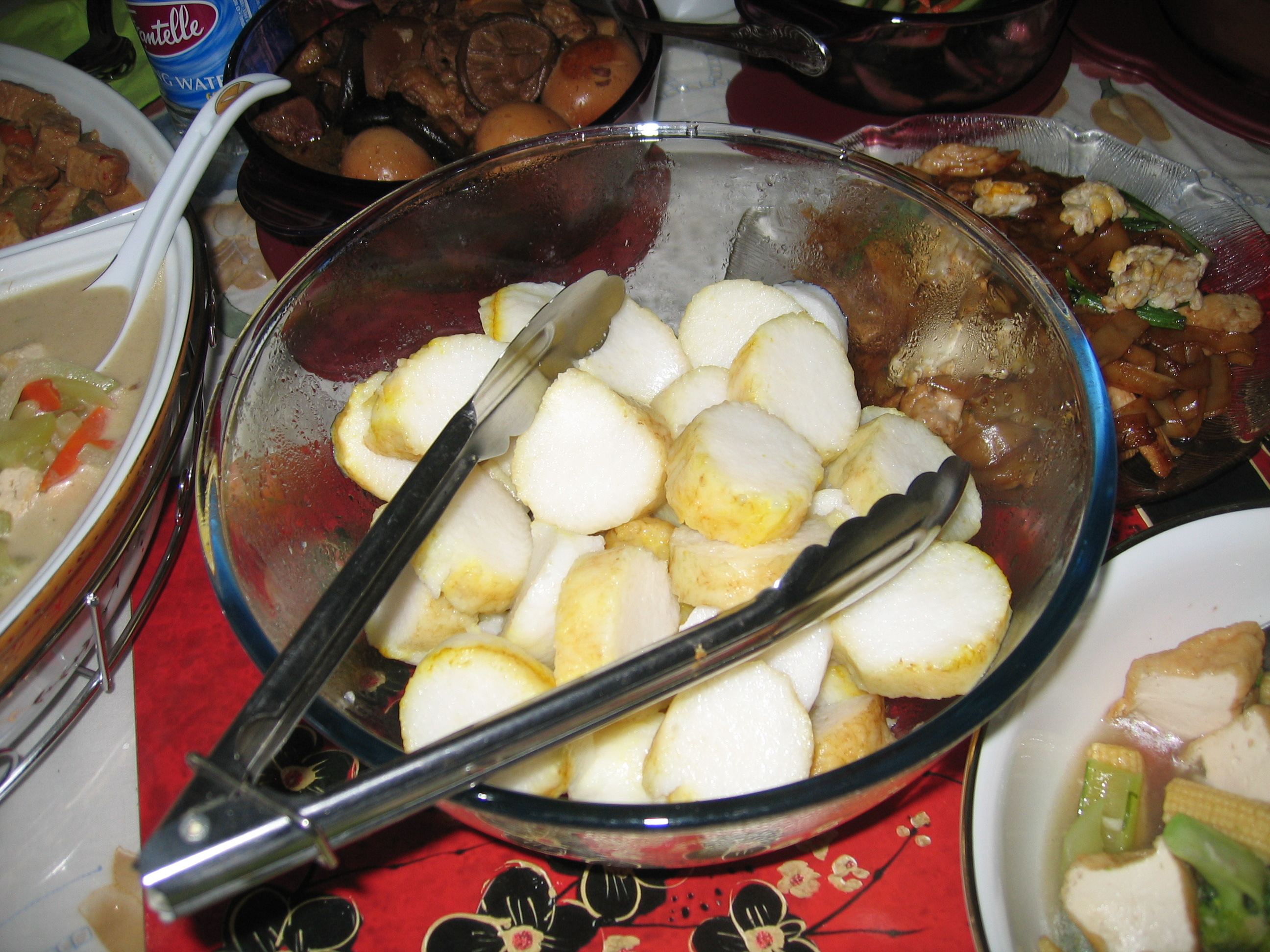
Lontong, bánh gạo được phổ biến ở Mã Lai & Indonesia

#### Dùng như lương thực
Ở Indonesia bánh gạo có thể là đồng bằng và nhạt nhẽo, và thường được coi là một loại lương thực, như là một thay thế cho gạo hấp.
- Burasa, một loại bánh gạo nấu với nước cốt dừa, gói lá chuối. Nó là một món ngon của người Bugis và Makassar ở Nam Sulawesi, Indonesia, và thường được tiêu thụ như một loại lương thực chính để thay thế cơm trắng hoặc ketupat. Nó tương tự như lontong, nhưng với hương vị phong phú hơn thu được từ nước cốt dừa.
- Ketupat, hay cơm đóng gói là một loại bánh bao của Indonesia. Cũng có thể được tìm thấy ở Brunei, Malaysia, Philippines và Singapore. Nó được làm từ gạo đã được bọc trong một túi lá cọ dệt hình thoi hoặc diều và luộc. Khi cơm chín, các hạt mở rộng để lấp đầy túi và gạo trở nên nén. Phương pháp nấu này mang lại cho ketupat hình dạng và kết cấu đặc trưng của bánh bao gạo. Ketupat thường được ăn kèm với Revang hoặc phục vụ như một món ăn kèm với satay hoặc gado-gado. Ketupat cũng được người Malaysia phục vụ theo truyền thống tại các ngôi nhà mở vào các dịp lễ hội như Idul Fitri (Hari Raya Aidilfitri). Trong Idul Fitri ở Indonesia, ketupat thường được ăn kèm với opor ayam (thịt gà trong nước cốt dừa), đi kèm với bột đậu nành cay.
- Lontong, phổ biến ở Indonesia và cũng có thể được tìm thấy ở Malaysia, được làm bằng gạo nén sau đó được cắt thành bánh nhỏ. Theo truyền thống, nó được làm bằng cách luộc gạo cho đến khi nó được nấu chín một phần và đóng gói chặt vào lá chuối cuộn lại. Lá được bảo đảm và nấu trong nước sôi trong khoảng 90 phút. Khi gạo đã được làm nguội, nó có thể được cắt thành miếng vừa ăn. Các món ăn thường được phục vụ lạnh hoặc ở nhiệt độ phòng với các món ăn dựa trên nước sốt như gado-gado và salad, mặc dù nó có thể được ăn như một món ăn kèm với các món ăn khác như Satay và cà ri.

Nasi himpit, có thể được tìm thấy ở Indonesia và Malaysia. Không giống như ketupat hoặc lontong, nasi himpit không được nấu trong một gói. Thay vào đó, gạo đã được đun sôi hoặc hấp được giã trong cối thành bột nhão sau đó được đúc và cắt thành khối lập phương trước khi ăn. Nó thường được ăn với Sayur lodeh hoặc Soto.

#### Dùng như món ăn nhanh
Vô số loại kue Indonesia (bánh truyền thống) được làm bằng gạo nếp hoặc bột gạo. Chúng có thể ngọt hoặc mặn. Chúng bao gồm:
- Arem-arem, một lontong nhỏ hơn chứa đầy rau và thịt.
- Klepon, những viên bánh nếp chứa đầy gula jawa (đường dừa đỏ) và luộc hoặc hấp. Sau đó, các viên nếp được cuộn trong dừa nạo. Ở Sumatra và bán đảo Malay, chúng được gọi là "onde-onde".
- Kue lapis, một chiếc bánh nhiều màu sắc được làm từ bột nếp, dừa và đường.
- Lemper, một món ăn nhẹ làm từ gạo nếp chứa đầy thịt gà, cá hoặc abon (ruốc thịt). Thịt được cuộn bên trong gạo theo cách rất giống với zongzi của Trung Quốc. Một biến thể của lemper mà thay vì được bọc bằng một lá chuối được bọc bên trong một món trứng tráng mỏng được gọi là mendem semar.
- Lepet, một loại bánh bao gạo nếp trộn với đậu phộng nấu với nước cốt dừa và đóng gói bên trong janur (lá dừa non hoặc lá cọ). Nó là một món ngon thường thấy trong ẩm thực Java và Sundan và thường được tiêu thụ như đồ ăn nhẹ.
- Lupis, gạo nếp nén ăn kèm với dừa nghiền và xi-rô đường dừa.
- Nagasari hoặc kue pisang, một loại bánh hấp truyền thống làm từ bột gạo, nước cốt dừa và đường và chứa đầy những lát chuối.
- Putu, bột gạo màu xanh lá nếp chứa đầy đường dừa và hấp trong ống tre.
- Serabi, một loại bánh kếp làm từ bột gạo với nước cốt dừa hoặc chỉ là dừa vụn đơn giản như một chất nhũ hóa.

### Nhật Bản
Mochi được làm từ gạo nếp giã thành bột nhão và nặn thành hình. Ở Nhật Bản, theo truyền thống, nó được thực hiện trong một buổi lễ gọi là mochitsuki. Mặc dù cũng được ăn quanh năm, mochi là bánh dày truyền thống cho năm mới của Nhật Bản và thường được bán và ăn trong thời gian đó. Mochi cũng là một món ăn nhẹ du nhập vào tất cả các quốc gia trên thế giới, trong đó có cả Việt Nam.
- Senbei là một loại bánh quy gạo Nhật Bản, thường được nướng giòn, theo truyền thống trên than củi. Trong khi chuẩn bị, chúng có thể được chải bằng nước sốt có hương vị, thường là một loại được làm từ nước tương và mirin. Sau đó chúng có thể được bọc bằng một lớp nori. Ngoài ra, chúng có thể được nêm muối hoặc còn gọi là hương liệu "salad".

Có những loại mochi sau:
- Daifuku: Hán Việt đọc là Đại phúc là viên bánh dày mochi tròn nhỏ với nhân ngọt, thường gặp nhất là anko, gồm nhân đậu đỏ ngọt xay nhuyễn. Nay có nhiều hương vị hơn như mứt đào, khoai môn, matcha(trà xanh), vừng đen, cà phê,...

Daifuku có nhiều loại. Loại phổ biến nhất là viên mochi màu trắng (hoặc xanh lá nhạt từ bột matcha, hoặc hồng phớt) với nhân anko. Có hai cỡ: một loại có đường kính bằng một nửa đồng xu 1 đô la, loại kia to bằng nắm tay. Vài loại Daifuku có thêm các miếng trái cây, các hỗn hợp trái cây và anko hoặc dưa xay (dưa gang,...). Hầu như tất cả các loại Daifuku đều được bọc bởi một lớp bột bắp hoặc bột khoai tây mịn (hoặc bột nếp rang) để chúng không dính vào nhau vào tay người làm. Một vài loại được bao bằng đường bột hoặc bột cacao. Mặc dù Daifuku được thực hiện thông qua nghi lễ giã bánh tên là mochitsuki, nhưng người ta cũng có thể làm chúng đơn giản bằng cách nấu trong lò vi sóng. Mochi và Daifuku rất phổ biến ở Nhật Bản.
Kinako mochi – loại bánh dày bọc đỗ. Ở ngoài vỏ bánh sẽ được bọc một lớp bột đỗ tương sau khi bánh dày được nướng và ngâm vào hỗn hợp của xì dầu, nước và đường.
- Maru mochi là bánh dày nướng có dạng tròn, và là bánh tươi. Loại bánh dày khô đóng gói nướng gọi là Kirimochi hoặc kakumochi. Loại này thường không có nhân, thường nướng rồi ăn với xì dầu và nori hay nấu canh Canh bánh dày Zōni.
- Ohagi thường được thưởng thức vào mùa thu trong khi botamichilại được thưởng thức vào đầu năm mới như một cách thức chào mừng mùa xuân về của người dân xứ sở Phù Tang. Bọc bên ngoài lớp áo bánh được làm từ mứt đậu đỏ azuki (anko) bao bên ngoài bánh trông hơi giống những bông hoa hagi.

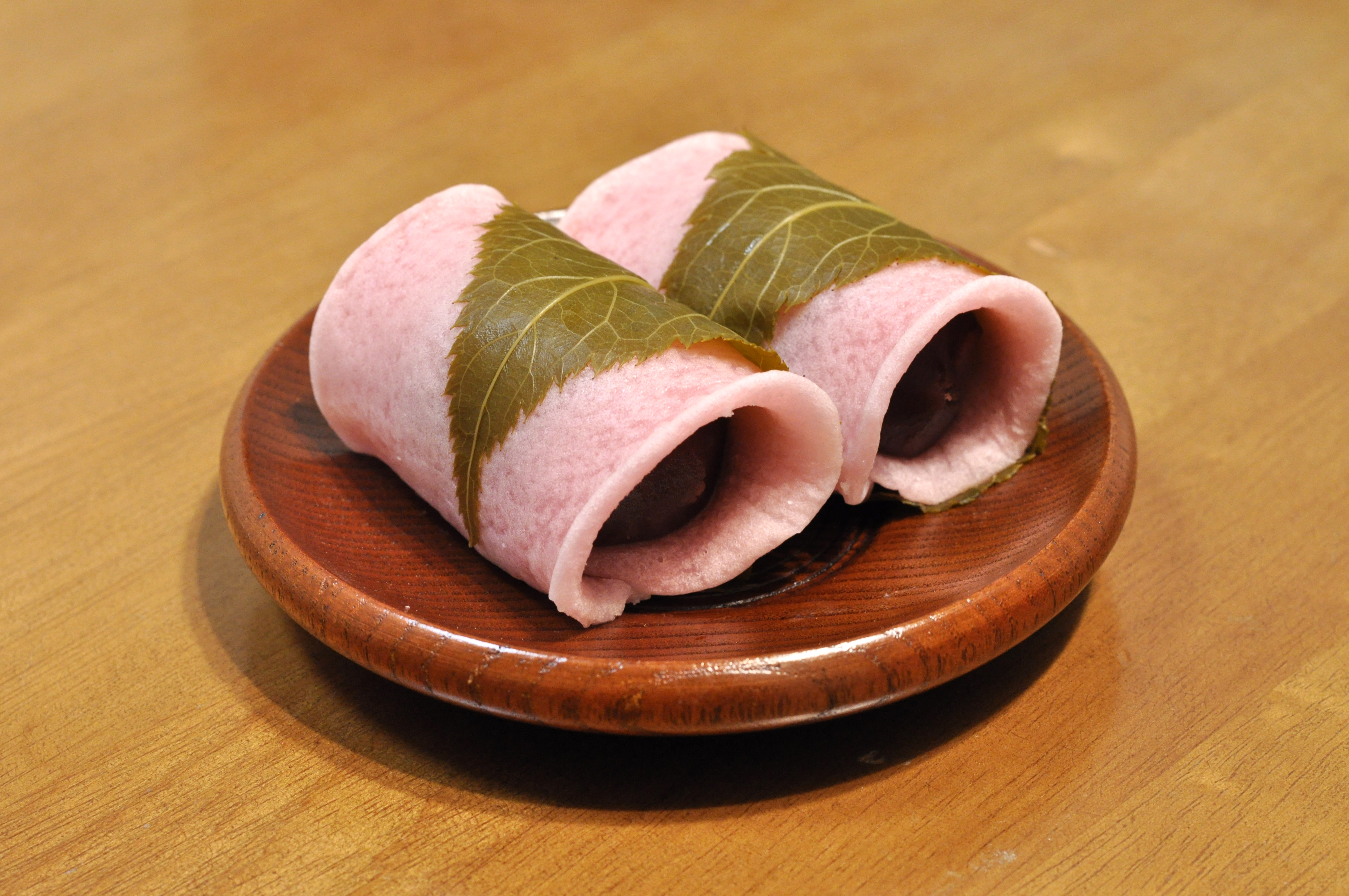
Sakuramochi

- Sakuramochi: một loại bánh ngọt wagashi truyền thống tại Nhật Bản với thành phần chính là lớp vỏ bột gạo màu hồng bao lấy nhân mứt đậu đỏ bên trong và bên ngoài cùng là lá cây anh đào được muối. Khá thú vị là lá anh đào bình thường không có mùi gì cả nhưng sẽ có mùi đặc trưng khi được muối và nó sẽ truyền mùi hương này vào bánh, nhưng việc ăn hay không ăn lá muối này thì còn tùy quan điểm của mỗi người. Món này thường được dùng trong các dịp lễ ngắm hoa anh đào vào mùa xuân hay lễ dành cho các bé gái như Hinamatsuri.

Loại bánh này có hai cách làm chia thành hai trường phái dù vẫn gọi chung là sakuramochi nhưng thường sẽ gọi tên để phân biệt vì hình dáng khác nhau là Chōmeiji (長命寺, ちょうめいじ và Dōmyōji (道明寺, どうみょうじ).

### Triều Tiên
Bánh gạo hấp trong nồi hấp bằng đất nung là thực phẩm chính lâu đời nhất của người Hàn Quốc trước khi gạo nếp tiếp quản phát minh ra nồi sắt. Bây giờ, có hàng trăm loại bánh gạo Hàn Quốc khác nhau hoặc "tteok" ăn quanh năm. Ở Hàn Quốc, người ta thường ăn tteok guk (súp tteok) vào ngày đầu năm và tteok ngọt trong đám cưới vào ngày sinh nhật. Nó thường được coi là một món ăn kỷ niệm và có thể từ các phiên bản khá phức tạp hoặc xuống đến tteok có hương vị đơn giản. Bánh dày tteok được chọn cho những dịp đặc biệt tùy thuộc vào màu sắc và vai trò của chúng trong vũ trụ âm dương truyền thống của Hàn Quốc.
- Tteok là một thứ bánh giầy ngọt truyền thống của người Triều Tiên làm từ bột gạo nếp (tiếng Triều Tiên gọi gạo này là chapssal) và hấp chín. Một số loại tteok có thể làm từ bột gạo thường. Có hàng trăm loại khác nhau của tteok ăn quanh năm. Ở Hàn Quốc có tập quán ăn tteok guk (canh bánh tteok mặn) vào ngày Tết, tteok ngọt vào trong lễ cưới về lễ mừng sinh nhật. Một số nguyên liệu hay được dùng để chế biến tteok là đỗ xanh, kê, ngải cứu Triều Tiên, táo tàu và hoa quả khô khác, vừng, dầu ăn, đường, và hạt thông. Có nguồn gốc từ mochi (daifuku) và wagashi của Nhật Bản.
- Sirutteok là một loại tteok hấp được làm từ gạo (맵쌀, maepssal trong tiếng Hàn) hoặc gạo nếp (찹쌀 chapssal) đôi khi được trộn với các loại ngũ cốc, đậu khác (đậu azuki hoặc đậu xanh), hạt vừng, bột mì hoặc tinh bột. Trái cây và các loại hạt được sử dụng làm thành phần phụ.
- Injeolmi là một ví dụ về tteok giã nhỏ. Việc chuẩn bị truyền thống cho tteok giã nhỏ được thực hiện bằng cách giã gạo hoặc gạo nếp với các dụng cụ gọi là jeolgu và jeolgutgongi hoặc tteokme và anban. Injeolmi (tteok phủ bột đậu), garaetteok (가래떡 tteok trắng hình trụ), jeolpyeon (tteok có hoa văn) và danja (tteok viên được phủ bằng bột đậu).
- Kkultteok (꿀떡, nghĩa đen là "mật ong tteok") được tạo ra bằng cách trộn mật ong với bột gạo nếp và rây với hạt dẻ, táo tàu, hạt thông,... Kkul tteok tương tự như songpyeon về hình dạng, nhưng kích thước nhỏ hơn.
- Songpyeon và Bupyeon là những chiếc bánh dày hình bán nguyệt. Có hàng tá các loại bánh ở Hàn Quốc. Một số bao gồm bột gạo nếp và một lớp nhân ngọt được phủ bằng gomul - một loại đậu bột.
- Hwajeon là những chiếc bánh ngọt nhỏ làm từ bột gạo nếp và cánh hoa từ những bông hoa theo mùa, như hoa đỗ quyên Hàn Quốc, hoa cúc, hoặc hoa hồng.
- Tteokbokki là một món xào được làm bằng garaetteok và thường được bán bởi những người bán hàng rong. Nó thường được nêm với gochujang (tương ớt) nhưng cũng có thể được phục vụ với nước sốt dựa trên nước tương và thường có chả cá, trứng luộc, và hành lá.
- Tteokguk là một món súp được ăn trong ngày Seolla. Nó chứa các thành phần như tteok thái lát, cá cơm, hành lá và trứng.
- Mujigae-tteok hay 'bánh gạo cầu vồng' là một tteok làm từ bột gạo tẻ nhiều lớp có màu sắc khác nhau giống như cầu vồng. Màu sắc thường là đỏ nhạt, vàng và xanh lá cây. Sau khi hấp và cắt bánh ra, nó bông xốp giống với bánh bông lan.

### Sri Lanka
Sri Lankan Edit Idli, có nguồn gốc từ Nam Ấn Độ, nó là một loại bánh gạo thơm ngon được ăn phổ biến cho bữa sáng. Puttu, có nguồn gốc từ Nam Ấn Độ, nó được tiêu thụ rộng rãi trong cả nước. Nó là một hình trụ làm từ gạo hấp và dừa. Seenakku, một loại bánh gạo làm từ gạo nếp và ăn kèm với dừa nạo, nó có nguồn gốc từ nian gao Trung Quốc.

### Đài Loan

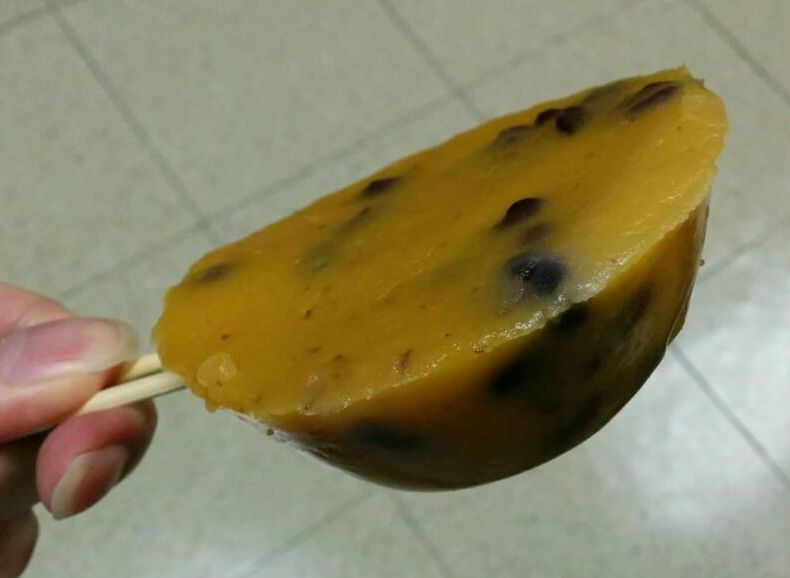
Put chai ko - bánh đúc đậu đỏ

Put chai ko (tiếng Trung: 缽 仔 hoặc 砵 仔 糕;Bính âm: butjái gōu) còn gọi là bánh đúc đậu đỏ - một món ăn nhẹ phổ biến ở Hồng Kông. Bánh có kích thước lòng bàn tay và có vị ngọt. Nó mềm, nhưng có thể giữ hình dạng đúc của nó bên ngoài một cái bát. Bánh được làm từ đường trắng hoặc nâu, bột gạo hạt dài với một ít tinh bột lúa mì hoặc bột ngô. Đôi khi đậu đỏ cũng được thêm vào. Bột được đổ vào bát sứ và hấp cho đến khi chín qua. Sau đó, nó được làm mát và phục vụ ở nhiệt độ phòng. Theo truyền thống, người bán hàng rong nhét hai xiên tre vào bánh để biến nó ra và người ăn giữ xiên để tiêu thụ. Nhưng ngày nay, hầu hết Put chai ko được bán trong túi nhựa
.
- Bánh đúc nóng Đài Nam (óaⁿ-kóe, 碗 粿) có nguồn gốc từ thành phố Đài Nam phía nam Đài Loan. Món ăn được làm bằng cách hấp gạo nếp một lần, sau đó đặt lớp phủ lên trên và hấp lại.

### Việt Nam
- Bánh bèo là một loạt bánh gạo nhỏ hoặc bánh gạo thường có một lúm đồng tiền ở trung tâm, chứa đầy các thành phần mặn bao gồm tôm khô hoặc tươi xắt nhỏ, hành lá, bột đậu xanh, hẹ chiên giòn, nước mắm, giấm gạo, và mỡ nước từ lợn.
- Bánh bò là một loại bánh xốp ngọt, dai được làm từ bột gạo, nước, đường và men.
- Bánh đúc là một loại bánh được làm từ bột gạo không nếp (mặc dù bột ngô cũng được sử dụng ở miền bắc Việt Nam). Ở phía bắc, nó thường được trang trí với các thành phần mặn như thịt lợn xay, tôm chiêu (tôm nướng), hành tây chiên, hạt vừng, muối, đậu phộng, nước cốt chanh, và nước tương hoặc nước mắm. Ở phía nam, nó được phục vụ như một món tráng miệng, và có dạng các khối gelatin thường có màu xanh lá cây bằng cách bổ sung chiết xuất lá Pandanus amaryllifolius. Nó được nấu bằng cách đun sôi các thành phần và cho phép chúng nguội, đông cứng thành một tấm thạch giống như thạch sau đó được cắt thành khối.
- Bánh chưng được làm từ gạo nếp, đậu xanh, thịt lợn và các thành phần khác. Bánh tét làm tương tự nhưng được gói theo hình trụ tròn, và được dùng để ăn mừng ngày lễ Tết của người Việt.
- Bánh tổ là một loại bánh được làm từ gạo nếp và có liên quan đến món nian gao của Trung Quốc.
- Bánh ống gạo: Bánh có dạng ống tròn, bên trong rỗng, chiều dài cây bánh được cắt thành các khúc đều nhau tùy ý muốn. Bởi hình dạng của bánh giống như những chiếc ống nên được gọi là bánh ống, ở một số địa phương miền Trung gọi là bỏng ống, bỏng gạo, bỏng gậy hay bánh gạo nổ,... Bánh ống gạo mới thành hình cần để nguội, vì bánh rất xốp, giòn nên phải bỏ vào túi nylon buộc chặt để khỏi bị mềm. Bánh có độ giòn và vị ngọt bùi, trở thành món ăn của trẻ em Việt Nam trong những năm từ 1990 đến nay. Hiện tại, hãng sản xuất bim bim Oishi có một dạng bánh tương tự như bánh ống gạo, chỉ có điều bổ sung thêm nhân kem như vị sữa, phô mai, sôcôla hay cà phê để trẻ nhỏ tha hồ lựa chọn. Bột của bánh snack này hoàn toàn từ bột mì và thêm các hương vị tạo màu và tạo mùi.